# 馬達加斯加國家足球隊
馬達加斯加足球代表隊是馬達加斯加的國家足球代表隊，由馬達加斯加足球協會管理，現時屬於國際足協及非洲足協成員國之一。

## 歷史
馬達加斯加在2019年非洲国家盃前，未參加過任何國際大賽的決賽週，無論在世界盃及非洲國家盃外圍賽階段從未取得過出線資格。
在2019年非洲国家盃外圍賽中，馬達加斯加取得小組第二的成績，因而首次取得參加決賽週的資格，並且在小組賽中還擊敗非洲傳統強權之一的尼日利亞，取得小組第一並首次晉級淘汰賽，讓不少專家跌破眼鏡，十六強賽面對的是曾兩度在非洲国家盃奪冠的剛果民主共和國國家足球隊，儘管被剛果民主共和國國家足球隊的切特爾·姆本巴在終場前踢進追平比數的進球，因而進入延長賽，但延長賽力保不失球，最後在互射十二码中已4-2擊敗對手，晉級八強賽；盡管在八強賽中以0-3敗給突尼西亞，但也創下了國家隊成軍以來最好的國際賽成績。

## 世界盃成績
- 1930年 至 1938年 - 不存在
- 1950年 至 1970年 - 沒有參賽
- 1974年 - 退出
- 1978年 - 沒有參賽
- 1982年 至 1986年 - 未能晉級
- 1990年 - 沒有參賽
- 1994年 至 2018年 - 未能晉級

## 非洲國家盃成績
- 1957年 至 1959年 - 屬於法國的一部分
- 1962年 至 1963年 - 不屬於非洲足球協會的一部分
- 1965年 至 1970年 - 沒有參賽
- 1972年 至 1974年 - 外圍賽出局
- 1976年 - 退出
- 1978年 - 沒有參賽
- 1980年 至 1988年 - 外圍賽出局
- 1990年 - 退出
- 1992年 - 外圍賽出局
- 1994年 - 退出
- 1996年 - 在外圍賽進行期間退出
- 1998年 - 因1996年非洲國家盃外圍賽進行期間退出而被禁止參加
- 2000年 至 2017年 - 外圍賽出局
- 2019年 - 八强
- 2021年 - 外围赛出局
- 2023年 - 外围赛出局